# Ramón III de Moncada
Ramón III de Moncada ( ? – 1286/90), señor de Fraga, fue un militar catalán.

## Familia
Hijo de Ramón II de Moncada, II de Tortosa, señor de Fraga y Tortosa y de Galbors de Moncada. Se casó con Teresa, con la que tuvo a Guillermo II de Moncada, gobernador de Mallorca, senescal de Barcelona y señor de la baronía de Fraga.
Participó con Pedro III de Aragón en la Cruzada contra la Corona de Aragón, participando en las batallas al lado del rey, especialmente en el Combate de Santa María, en la que estaba al frente de sesenta caballeros, y dirigiendo la vanguardia almogávar en la batalla del Coll de Panissars.
Ramón III de Moncada cobraba la lezda de Tortosa y en 1285 sus consejeros expulsaron al recaudador de impuestos, lo que produjo graves incidentes con la Orden del Temple.